# Adalbert Steiner
Adalbert Steiner (Timișoara, 24 gennaio 1907 – 10 dicembre 1994) è stato un calciatore rumeno.

## Carriera
Soprannominato Steiner I per distinguerlo dal fratello Rudolf, Adalbert Steiner giocò nell'Unirea Timişoara, nel Chinezul Timişoara e nel CA Timişoara come difensore.
Con la Nazionale rumena, disputò in tutto 10 partite dal 1926 al 1930 e partecipò al Mondiale 1930 in Uruguay, in cui giocò la gara contro il Perù. Sempre con la Romania, Steiner disputò la prima edizione della Coppa dei Balcani per nazioni.

## Palmarès
- Campionato rumeno: 5

Chinezul Timișoara: 1922-1923, 1923-1924, 1924-1925, 1925-1926, 1926-1927